# Paule Duport
Paule Duport (ur. 13 września 1927 w Trémolat, zm. 29 grudnia 2017 w Saint-Égrève) – francuska polityk, lekarz i samorządowiec, od 1981 do 1984 posłanka do Parlamentu Europejskiego I kadencji.

## Życiorys
Z wykształcenia lekarz, pracowała w tym zawodzie w szkołach. Zaangażowała się w działalność Partii Socjalistycznej. We wrześniu 1981 została posłanką do Parlamentu Europejskiego w miejsce Jeana Oehlera. Przystąpiła do frakcji socjalistycznej, należała m.in. do Komisji ds. Socjalnych i Zatrudnienia. Od 1983 do 1995 zajmowała stanowisko pierwszego zastępcy mera Saint-Egrève, odpowiadając za komunikację i planowanie przestrzenne.
Była żoną Paula Duporta (zm. 2014), od 1977 do 1983 zastępcy mera Saint-Egrève.